# MSK (lucha libre)
The Rascalz es un stable de lucha libre profesional, que está formado por Trey y Zachary Wentz actualmente está firmando con Impact Wrestling. y quienes estaban formaron por Wes Lee y Nash Carter quienes compitieron para la WWE en la marca NXT 2.0, dónde fueron los Campeones en Parejas de NXT. El dúo también aparece en varias empresas independientes, incluida Pro Wrestling Guerrilla. Anteriormente lucharon como Scarlet and Graves, que compitió principalmente en Combat Zone Wrestling, hasta 2018, el stable terminó cuando Xavier y Wentz formaron un nuevo equipo llamado como The Rascalz. Pronto se les unieron Myron Reed y Trey Miguel hasta que Reed dejó el grupo poco después y Miguel formó el trío Rascalz con Xavier y Wentz.
Son siete veces Campeones en Parejas al ser dos veces Campeones Mundiales en Parejas de CZW, una vez Campeones Mundiales en Parejas de PWG con el reinado más largo y dos veces Campeones en Parejas de NXT y una vez Campeones Mundiales en Parejas de Impact.

## Historia

### Formación
Dezmond Xavier y Zachary Wentz se unieron por primera vez en un evento Rockstar Pro Amped el 12 de diciembre de 2015 al derrotar a Ohio Is 4 Killers (Dave Crist y Jake Crist). Pronto formaron una alianza con Dave Crist, JT Davidson y Brittany Blake llamaron a Scarlet and Graves en un evento de Combat Zone Wrestling en el evento de Seventeen el 13 de febrero de 2016 al derrotar a Conor Claxton, Frankie Pickard y Neiko Sozio. Xavier y Wentz ganaron muchos títulos en parejas como parte del stable, incluido el Campeonato Mundial en Parejas de CZW en dos veces y el Campeonato en Parejas de AAW de All American Wrestling en una ocasión. En CZW, se separaron de Dave Crist y JT Davidson, con quienes Xavier y Wentz comenzaron a pelear y continuaron compitiendo como Scarlet and Graves. Xavier y Wentz se unieron con su futuro compañero Trey Miguel por primera vez para derrotar a Ohio Is 4 Killers (Dave Crist, Jake Crist y Sami Callihan) en un doors match en EVILution el 8 de julio de 2017.
Scarlet and Graves se disolvieron en 2017 y Xavier y Wentz formaron un equipo llamado The Rascalz en Fight Club Pro al asociarse con Meiko Satomura contra Travis Banks y Aussie Open (Kyle Fletcher & Mark Davis) en un combate de equipo de seis personas en el segundo día del Dream Tag Team Invitational torneo el 31 de marzo de 2018.

### Circuito independiente (2018-2020)
Xavier y Wentz agregaron a Trey Miguel y Myron Reed como los nuevos miembros de Rascalz en Combat Zone Wrestling en Welcome to the Combat Zone el 7 de abril de 2018. Derrotaron a Bandido y Flamita y Ohio Versus Everything. En el Tekkers internacional de FCP: Nothing Is True, Everything Is Permited, Xavier y Wentz capturaron el PWR Tag Team Championship de The Wrestling Revolver al derrotar a los campeones defensores Millie McKenzie y Pete Dunne y The Besties In The World (Davey Vega y Mat Fitchett). Ellos defendieron con éxito los títulos en un torneo de equipo de una noche contra The Killer Death Machines (Jessicka Havok y Nevaeh), The Crew (Jason Cade y Shane Strickland) y The Latin American Xchange (Santana & Ortiz) en Catalina Wrestling Mixer 2. Miguel y Reed también participaron en el torneo, perdiendo ante Besties in the World en la ronda de apertura. Rascalz celebró el PWR Tag Team Championship hasta que es siempre soleado en Iowa el 3 de marzo de 2019, donde perdieron los títulos en el intercambio latinoamericano, que también involucró a Besties in the World. Reed dejaría el grupo después de que Miguel, Xavier y Wentz firmaran con Impact Wrestling.

### Pro Wrestling Guerrilla (2018-presente)
Xavier y Wentz debutaron para Pro Wrestling Guerrilla (PWG) en Time is a Flat Warfare el 23 de marzo de 2018 al derrotar a Bandido y Flamita en un combate por equipos. Al mes siguiente, durante la noche del fin de semana en All Star el 20 de abril, Rascalz derrotó a The Chosen Bros (Jeff Cobb & Matt Riddle) y The Young Bucks (Matt Jackson & Nick Jackson) para capturar el Campeonato Mundial en Parejas de PWG. Rascalz hizo su primera defensa de título exitosa la noche siguiente contra Violence Unlimited (Brody King & Tyler Bateman).
Rascalz retendría los títulos durante el resto de 2018 y 2019, ya que defendieron con éxito los títulos contra The Young Bucks, Lucha Brothers (Penta El 0M & Rey Fenix), LAX (Santana & Ortiz) y Best Friends (Chuck Taylor & Trent) en rápida sucesión. En Two Hundred, Rascalz retuvo el título contra LAX y Lucha Brothers en un Triple Threat Match. Defendieron con éxito los títulos contra Flamita y Rey Horus en Mystery Vortex VI y LAX en un Ladder Match en SIXTEEN.

### Impact Wrestling (2018-2020)
Rascalz firmó con Impact Wrestling en el otoño de 2018. Dezmond Xavier ya había trabajado para Impact, habiendo ganado el torneo Super X Cup el año anterior. Zachary Wentz y Trey Miguel hicieron su primera aparición en Impact al asociarse con Ace Austin como talentos de mejora contra Ohio Versus Everything (Dave Crist, Jake Crist y Sami Callihan) el 6 de septiembre en el episodio de Impact!..
Se emitió una viñeta promocionando el debut de Rascalz en el episodio del 15 de noviembre de Impact!. Rascalz hizo su debut como equipo face en el episodio del 29 de noviembre de Impact! como Xavier y Wentz derrotaron a Chris Bey y Mike Sydal. Miguel estaba en su esquina durante el combate. Rascalz comenzó una rivalidad contra Moose en 2019, lo que llevó a Rascalz a hacer su debut de pago por visión contra Moose y The North (Ethan Page & Josh Alexander) en un combate de equipo de seis hombres en Rebellion, que Rascalz perdió. Durante el partido, los nombres de Xavier, Miguel y Wentz se acortaron a Dez, Trey y Wentz respectivamente.
El 11 de noviembre, se reveló que The Rascalz pronto dejaría Impact y tenía interés de WWE y All Elite Wrestling. Durante las grabaciones del 17 de noviembre, The Rascalz recibió una "despedida" en el vestuario de Impact. Trey confirmó al día siguiente que él, Dez y Wentz habían terminado de aparecer en Impact Wrestling.

### WWE (2020-2022)
El 2 de diciembre de 2020, se anunció que Dezmond Xavier y Zachary Wentz habían firmado con WWE y estarían reportando al WWE Performance Center, debutaron en NXT el 13 de enero de 2021 bajo el nombre llamado MSK participando en el Dusty Rhodes Tag Team Classic, derrotando en a ronda de octavos al equipo de Isaiah "Swerve" Scott & Jake Atlas.

### Circuito independiente (2022-presente)
El 9 de junio de 2022 se anunció que Rascalz se reformaría con Miguel, Wentz y el miembro del grupo que regresa Reed (menos el ex miembro Dezmond), enfrentando al equipo de Blake Christian, Nick Wayne y Fuego Del Sol en Warrior Wrestling 24 el 26 de junio. 

### Impact Wrestling (2023-presente)
El 7 de mayo de 2023, Myron Reed hizo su debut en Impact Wrestling y una vez más se reunió con Trey Miguel en una lucha por equipos contra The Death Threat Army en un episodio de Impact Wrestling's Digital Media Exclusive y tuvo éxito ya que la lucha fue por títulos de etiqueta de Indy llamados Five Star World Tag Team Championship. 
En el episodio del 29 de junio de 2023 de Impact Wrestling, Wentz hizo su regreso a Impact Wrestling desde su lanzamiento en la WWE (cuando se hizo llamar Nash Carter), atacando a Chris Sabin durante su combate contra Trey Miguel y reuniendo a The Rascalz como heels en el proceso.

## Campeonatos y logros
- All American Wrestling
  - AAW Tag Team Championship (1 vez) – Xavier & Wentz

- Combat Zone Wrestling
  - CZW World Tag Team Championship (2 veces) – Xavier & Wentz

- Impact Wrestling
  - Impact World Tag Team Championship (1 vez) – Trey & Wentz
  - Turkey Bowl (2018) – Xavier con KM, Alisha Edwards, Kikutaro, Fallah Bahh.

- Pro Wrestling Guerrilla
  - PWG World Tag Team Championship (1 vez) – Xavier & Wentz

- Southside Wrestling Entertainment
  - SWE Tag Team Championship (1 vez) – Xavier & Wentz

- The Wrestling Revolver
  - PWR Tag Team Championship (1 vez) – Xavier & Wentz

- WrestleCircus
  - WC Big Top Tag Team Championship (1 vez) – Miguel & Wentz

- WWE
  - NXT Tag Team Championship (2 veces) - Wes Lee & Nash Carter
  - Men's Dusty Rhodes Tag Team Classic (Sextos ganadores)